# Норт-Юніон Тауншип (округ Скайлкілл, Пенсільванія)
Норт-Юніон Тауншип (англ. North Union Township) — селище (англ. township) в США, в окрузі Скайлкілл штату Пенсільванія. Населення — 1411 особа (2020).

## Демографія
Згідно з переписом 2010 року, у селищі мешкало 1476 осіб у 606 домогосподарствах у складі 420 родин. Було 795 помешкань
Расовий склад населення:
| - 98,0 % — білих - 0,4 % — азіатів - 0,3 % — чорних або афроамериканців - 0,1 % — корінних американців |

До двох чи більше рас належало 0,9 %. Частка іспаномовних становила 1,9 % від усіх жителів.
За віковим діапазоном населення розподілялося таким чином: 20,8 % — особи молодші 18 років, 63,2 % — особи у віці 18—64 років, 16,0 % — особи у віці 65 років та старші. Медіана віку мешканця становила 44,1 року. На 100 осіб жіночої статі у селищі припадало 104,4 чоловіків;  на 100 жінок у віці від 18 років та старших — 101,9 чоловіків також старших 18 років.
Середній дохід на одне домашнє господарство  становив 77 479 доларів США (медіана — 57 917), а середній дохід на одну сім'ю — 88 092 долари (медіана — 69 750). Медіана доходів становила 50 357 доларів для чоловіків та 34 145 доларів для жінок. За межею бідності перебувало 11,1 % осіб, у тому числі 15,2 % дітей у віці до 18 років та 6,3 % осіб у віці 65 років та старших.
Цивільне працевлаштоване населення становило 764 особи. Основні галузі зайнятості: освіта, охорона здоров'я та соціальна допомога — 24,5 %, виробництво — 20,0 %, роздрібна торгівля — 13,5 %, будівництво — 7,1 %.